# Замостне
Замостне (пол. Zamostne) — село в Польщі, у гміні Вейгерово Вейгеровського повіту Поморського воєводства.
У 1975-1998 роках село належало до Гданського воєводства.